# Sendero Luminoso
El Partido Comunista del Perú - Sendero Luminoso (PCP-SL), conocido simplemente como Sendero Luminoso (SL), fue un partido comunista revolucionario y organización armada marxista-leninista-maoísta originada en el Perú. Fundado en 1970, Sendero Luminoso desató el conflicto conocido como «época del terrorismo en el Perú» o «conflicto armado interno peruano», del cual participó como principal agente empleando tácticas terroristas contra el orden democrático en el Perú mediante el «Ejército Guerrillero Popular» hasta la captura de su líder Abimael Guzmán en 1992 durante la Operación Victoria. Desde entonces solo ha tenido actuaciones esporádicas.
Sendero Luminoso posee una doctrina, el «Pensamiento Gonzalo», siguiendo sus militantes, además, la idea de la «cuota de sangre». Su ideología y tácticas han tenido influencia sobre grupos insurgentes de corte maoísta como el Partido Comunista de las Filipinas, el Partido Comunista de Nepal (Centro Maoísta) y organizaciones afiliadas al Movimiento Revolucionario Internacional. La organización se caracterizó por tener una alta proporción de mujeres. En Sendero Luminoso, el 50 % de los combatientes y el 40 % de los comandantes eran mujeres.
Sendero Luminoso ha sido ampliamente condenado por organizaciones nacionales e internacionales por su excesiva brutalidad, la cual incluye violencia aplicada contra campesinos, dirigentes sindicales, autoridades elegidas popularmente e incluso oponentes políticos en la izquierda, así como paros armados (considerado como una de las «formas de lucha»), ataques a los bienes privados e infraestructura nacional (destrucción de torres de alta tensión, carreteras, puentes, ferrocarriles y refinerías) y masacres de civiles y asesinatos de personal policial y militar en general, e incluso animales.
Es considerada una organización terrorista por el Estado peruano, el gobierno de Estados Unidos, la Unión Europea y Canadá, los cuales prohíben a sus ciudadanos cualquier tipo de financiación para este grupo. Sendero Luminoso figura en la lista de organizaciones terroristas extranjeras del Departamento de Estado de los Estados Unidos y está en la lista de organizaciones terroristas según la UE.
Su objetivo es reemplazar las instituciones del «viejo Estado peruano», las cuales consideran como «burguesas», por un régimen revolucionario campesino comunista, iniciándose a través del concepto maoísta de la «Nueva Democracia». Llegó a controlar grandes porciones del país e incluso logró tomar el control de ciudades como Jauja, Yurimaguas, Juliaca o Tingo María, además de diversos distritos (en Ayacucho, Apurímac y Huancavelica), en los cuales implantaría un régimen de protoestado. En los territorios que controlaba la organización, los militantes senderistas llamaban a su nuevo régimen la «República Popular del Perú» o «República Popular de Nueva Democracia» y firmaban una carta de sujeción manifestando lealtad a la organización. Las organizaciones civiles adheridas a este grupo eran conocidas como «organismos generados» debido a que éstos fueron organizados por el mismo partido. Sendero Luminoso contaba con una revista de propaganda política, denominada El Diario.
Durante el conflicto armado interno ocasionó pérdidas económicas de más de 42 mil millones de dólares y un millón de desplazados (600 000 internos). De acuerdo con la Comisión de la Verdad y Reconciliación (CVR), de un total de 69 280 víctimas y desaparecidos, Sendero Luminoso provocó la muerte de entre 31 331 y 37 840 personas. Un estudio de 2019 realizado por Silvio Rendón cuestionó las cifras de víctimas de la CVR. Según estimaciones de Rendón, de un total de 48 000 asesinatos, «sustancialmente inferior a la estimación de la CVR», Sendero Luminoso había cometido 18 700 de estos y concluyó que «el Estado peruano tiene una participación significativamente mayor que Sendero Luminoso» en el número de asesinatos cometidos durante este conflicto, con 28 000 víctimas. Los miembros de la CVR refutaron las afirmaciones de Rendón.
Fue sucedido por varias fuerzas, entre las militares esta el Militarizado Partido Comunista del Perú (MPCP) y el Comité Base Mantaro Rojo, facciones que permanecen en actividad en el VRAEM, y dentro de las políticas se encuentra el Movimiento Popular Perú y MOVADEF. Abimael Guzmán nunca reconoció a Víctor Quispe Palomino, ni a los demás miembros del actual MPCP como sucesores.

## Nombre
Esta organización terrorista se ha disputado con varios otros partidos comunistas peruanos el título de Partido Comunista del Perú (ver Comunismo en el Perú), a los cuales usualmente se les diferenciaba por el nombre de sus publicaciones. Así, el nombre «Sendero Luminoso» devino de una máxima de José Carlos Mariátegui, fundador del original Partido Comunista Peruano, utilizada en la portada de un periódico editado por esta organización:

El marxismo-leninismo abrirá el sendero luminoso hacia la revolución.

La organización surge en 1969 como una escisión de la facción maoísta del Partido Comunista del Perú - Bandera Roja. En sí, es una escisión del Partido Comunista Peruano, debido a los conflictos políticos entre los dirigentes de Bandera Roja en ese entonces, Saturnino Paredes, José Sotomayor y Abimael Guzmán, que culminó en expulsiones mutuas. Para diferenciarse de los otros grupos, SL adoptó este nombre extraído de su lema:

Por el luminoso sendero de Mariátegui.

Los seguidores del grupo son generalmente llamados senderistas. Todos los documentos, periódicos y otros materiales producidos por la organización están firmados bajo el nombre Partido Comunista del Perú (PCP). Los historiadores y académicos se refieren a él como PCP-SL.
La Comisión de la Verdad y Reconciliación (CVR) define a Sendero Luminoso en los siguientes términos:

El Partido Comunista del Perú, conocido como Sendero Luminoso (PCP-SL), es una organización que en mayo de 1980 desencadenó un conflicto armado contra el Estado y la sociedad peruana. La CVR ha constatado que a lo largo de ese conflicto, el más violento de la Historia de la República, el PCP-SL cometió gravísimos crímenes que constituyen delitos de lesa humanidad y fue responsable del 54% de víctimas fatales reportadas a la CVR. De acuerdo con los cálculos realizados, la CVR estima que la cifra total de víctimas fatales provocadas por el PCP-SL asciende a 31,331 personas.

## Orígenes
Sendero Luminoso surgió a inicios de la década de 1970, fundado por el entonces profesor de filosofía Abimael Guzmán (referido por sus seguidores con el seudónimo de Presidente Gonzalo), cuyas enseñanzas crearon los fundamentos para la doctrina maoísta de sus militantes. Fue una organización que se separó del Partido Comunista del Perú - Bandera Roja, que, a su vez, se separó del original Partido Comunista Peruano y que es una derivación del Partido Socialista Peruano fundado por José Carlos Mariátegui en 1928.
Sendero Luminoso primero estableció una base de captación en la Universidad Nacional de San Cristóbal de Huamanga, donde Guzmán enseñaba filosofía. La universidad había sido recientemente reabierta luego de haber estado cerrada casi cincuenta años, y muchos de los nuevos estudiantes adoptaron la ideología radical de PCP. Para 1971 y 1972, se constituye el Centro de Trabajo Intelectual Mariátegui (CTIM), con el liderazgo de Abimael Guzmán, para el estudio de obras marxistas entre los alumnos fuera del horario de clases. En 1973, se empieza a construir "organismos generados" como estrategia para captar sectores populares fuera de las aulas universitarias. Entre 1973 y 1975 Sendero Luminoso obtuvo el control de los consejos estudiantiles de las universidades del Centro en Huancayo y La Cantuta, y desarrolló una presencia significativa en la Universidad Nacional de Ingeniería y la Universidad Nacional Mayor de San Marcos, ambas en Lima. Algún tiempo después SL perdió varias elecciones estudiantiles en las universidades, incluyendo la de San Cristóbal de Huamanga, y Guzmán decidió abandonar las universidades para consolidar el Partido.
Este momento de Sendero se le denomina "Reconstrucción", ya que, busca restablecer las bases doctrinales del partido con las de José Carlos Mariátegui, retomando sus enseñanzas que se creían perdidas en comunismo peruano, y también se estableció como base ideológica fundamental el Marxista-Leninista-Maoísta; esta a diferencia de las demás doctrinas comunistas que se conocían en ese momento pone como base el campesinado en vez de al proletariado. 
En marzo de 1977 durante la II Reunión Nacional de Organismos Generados se tomó la decisión de iniciar la lucha armada bajo el lema "Construir la Lucha Armada” dando los primeros pasos para adoptar la guerra contra el Estado peruano. Posteriormente en mayo del mismo se llevó a cabo el VII Pleno del Comité Central que reorganizó los cuadros para poder desarrollar una insurrección al gobierno. También se implementó la «crítica y autocrítica», una práctica leninista cuya finalidad era evitar repetir errores y purgar malos hábitos de trabajo. Un mes más tarde, en junio, se desarrolló la II Sesión Plenaria del Comité Central en donde se aprobó el inicio de la lucha armada (ILA) para tomar el poder por lo que el siguiente mes se creó la Primera Escuela Militar de Sendero Luminoso en Lima, en donde se ponía énfasis en desarrollar las tácticas de las guerras de guerrillas de Mao Zedong.
Diagrama del fraccionamiento del Partido Comunista Peruano

## Lucha armada senderista (1980-1993)
La lucha armada dirigida por Abimael Guzmán y el Comité Central original transcurre entre el atentado de Chuschi del 17 de mayo de 1980, primer atentado del llamado ILA («inicio de la lucha armada») que le declaraba la guerra al Estado peruano, y las cartas y mensajes de reconocimiento de su derrota militar buscando un acuerdo de paz de septiembre y octubre de 1993, firmadas por Guzmán y los demás miembros capturados del Comité Central, en el marco de los diálogos de paz entablados con Vladimiro Montesinos.

### Atentados y emboscadas (mayo de 1980-septiembre de 1982)

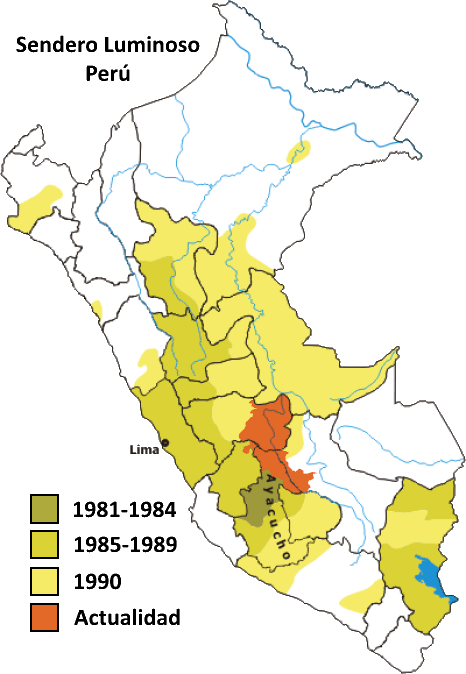
Áreas del Perú en las cuales Sendero Luminoso tuvo influencia.

El Gobierno Revolucionario de la Fuerza Armada, encabezada por el general Francisco Morales Bermúdez, sucesor de Velasco Alvarado luego del Tacnazo, llamó a elecciones en 1980 tras doce años de silencio electoral. Sendero Luminoso era uno de los pocos grupos izquierdistas que no tomaron parte, y, en vez de ello, optaron por iniciar lo que denominaron ILA (inicio de la lucha armada), un enfrentamiento armado contra el Estado peruano en las provincias norteñas del departamento de Ayacucho. El 17 de mayo de 1980, en la víspera de las elecciones generales, miembros de Sendero Luminoso quemaron las ánforas electorales y las cédulas de votación en el pueblo ayacuchano de Chuschi. Este fue el primer acto terrorista llevado a cabo por los senderistas. Sin embargo, algunos autores del hecho fueron capturados rápidamente. Nuevo material electoral fue llevado a Chuschi, las elecciones se llevaron a cabo sin mayores incidentes y este recibió muy poca atención en la prensa peruana.

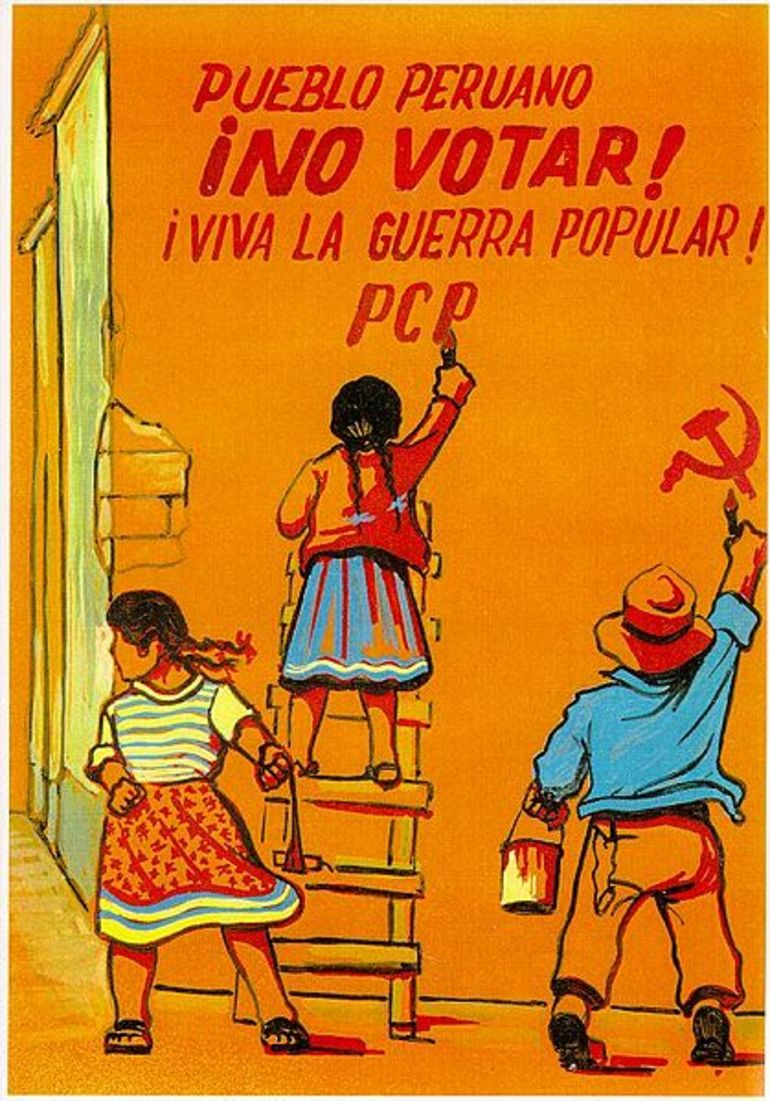
Cartel de Sendero Luminoso llamando al boicot electoral.

A través de la década de 1980, Sendero Luminoso creció tanto en el territorio que controlaba como en el número de militantes que formaban parte de la organización, principalmente en la sierra central. Tuvo algún apoyo por parte de los campesinos que obtuvo mediante la tortura y el asesinato de figuras de gran desaprobación en el campo, por ejemplo, frecuentemente mataban ladrones de ganado, cuyo crimen era considerado especialmente injurioso en las zonas pobres del Perú. Asimismo asesinaron a los capataces de las granjas colectivas controladas por el estado y a comerciantes acomodados que eran impopulares entre los campesinos pobres de las zonas rurales. Estas acciones generaron el apoyo de los campesinos a las acciones de Sendero Luminoso y alguna simpatía por su lucha, principalmente en los departamentos de Ayacucho, Apurímac y Huancavelica. Sin embargo, sólo una minoría de campesinos adoptaron con entusiasmo el pensamiento maoísta y la doctrina de Sendero.

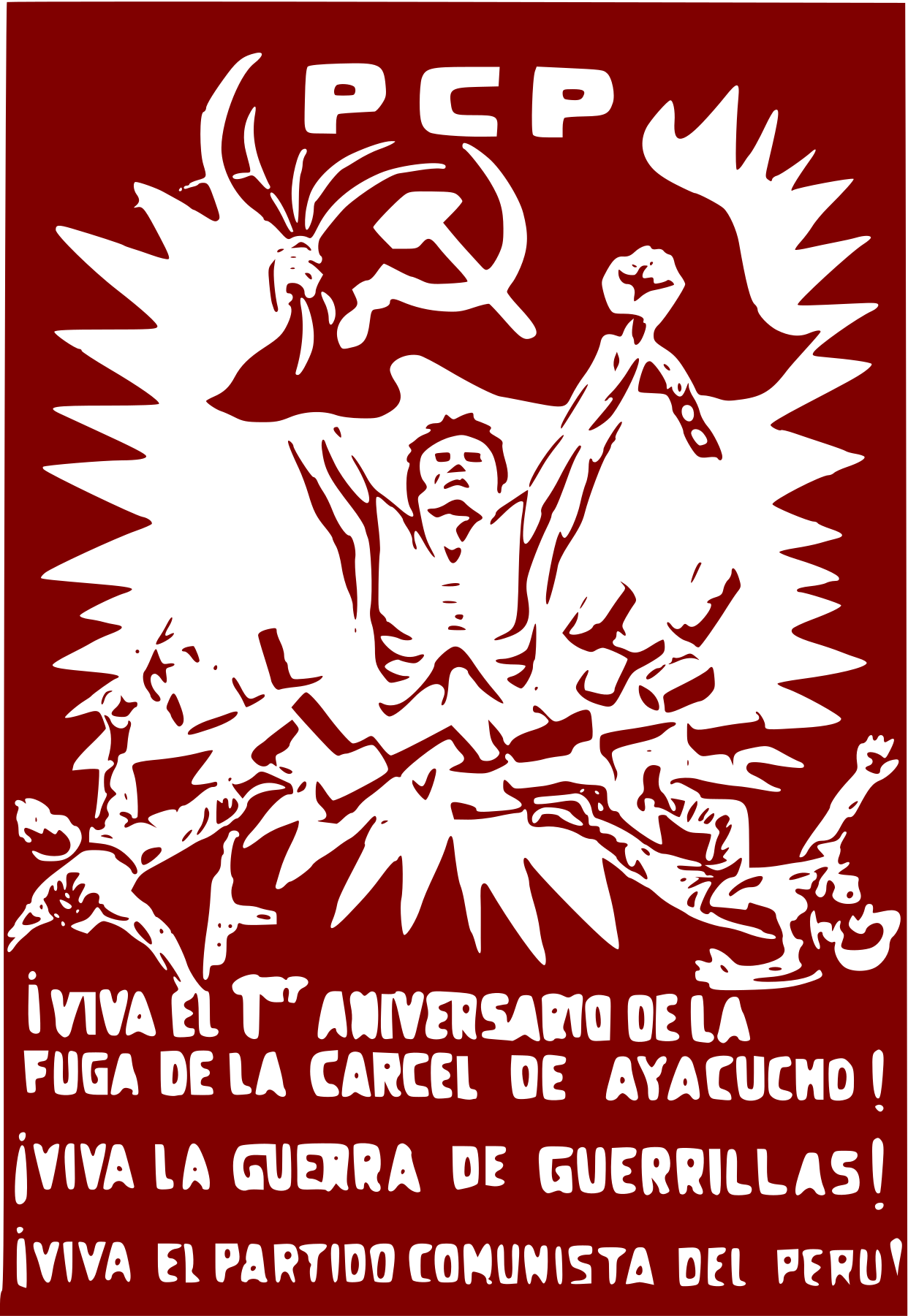
Cartel de Sendero Luminoso sobre el 1°Aniversario del asalto a la cárcel de Ayacucho.

La presencia de Sendero Luminoso se vio acrecentada como consecuencia de la tibia respuesta inicial del gobierno peruano contra la insurgencia. Durante bastante tiempo, el gobierno simplemente ignoró a Sendero Luminoso, creyendo que se trataba de un movimiento relativamente inocuo e incluso benigno (en los inicios, las autoridades municipales ayacuchanas saludaron las acciones reivindicatorias de Sendero) o de simples "lunáticos".[cita requerida] El presidente del Perú Fernando Belaúnde Terry fue reticente a reforzar la autoridad de las Fuerzas Armadas, debido entre otras cosas a que su primer gobierno terminó por medio de un golpe de Estado.[cita requerida] El resultado de esta medida fue que, para los campesinos de las áreas donde Sendero se encontraba en actividad, el estado apareció como impotente. Durante todo ese tiempo, la encargada de enfrentar a Sendero fue la Guardia Civil del Perú.
En abril de 1982, un grupo de senderistas tomaron por asalto la cárcel de Ayacucho, matando algunos efectivos policiales y liberando a varios senderistas detenidos. Este asalto, fue el primer ataque importante de Sendero Luminoso y causó la primera reacción por parte de la Policía Nacional la cual atacó el Hospital de la misma ciudad y asesinó a senderistas internados en dicho nosocomio.
Este episodio evidenció el hecho de que Sendero Luminoso representaba una amenaza para el Estado Peruano. El gobierno reaccionó declarando el Estado de Emergencia en todo el departamento de Ayacucho, disponiendo restricciones en los derechos civiles y políticos y otorgando el control a las Fuerzas Armadas. Como respuesta a la agresión, los militares organizaron una operación antiterrorista que acarreó muchas víctimas. La Comisión de la Verdad señaló que ello se debió principalmente a la fractura social existente en el país y en el hecho de que, para los militares, era difícil identificar quien era campesino y quien era senderista.[cita requerida] Así tuvieron lugar hechos represivos que asolaron comunidades campesinas enteras.

#### Masacre de Lucanamarca
El 3 de abril de 1983 un contingente de 60 militantes de Sendero Luminoso entró en la provincia de Huanca Sancos, en los pueblos de Yanaccollpa, Ataccara, Llacchua, Muylacruz y Lucanamarca, donde, con el pretexto de imponer una "sanción ejemplar" a su población, mataron a 69 personas. Esta fue una represalia a la población tras el asesinato de Olegario Curitomay, un comandante senderista, por sus excesos y abusos con la población de Lucanamarca.

### Escalada y pico de la violencia: masacres y atentados (enero de 1983-junio de 1986)
Por su parte, Sendero Luminoso continuó su lucha armada desde las zonas rurales e inició una temporada de aniquilamiento de autoridades civiles y políticas y todo vestigio de autoridad estatal. Asimismo asesinó a supuestos soplones, pobladores a quienes se les acusó de enviar noticias y apoyo logístico a los militares. En muchos casos, como el del pueblo ayacuchano de Lucanamarca, estas masacres aniquilaron prácticamente a toda la comunidad.

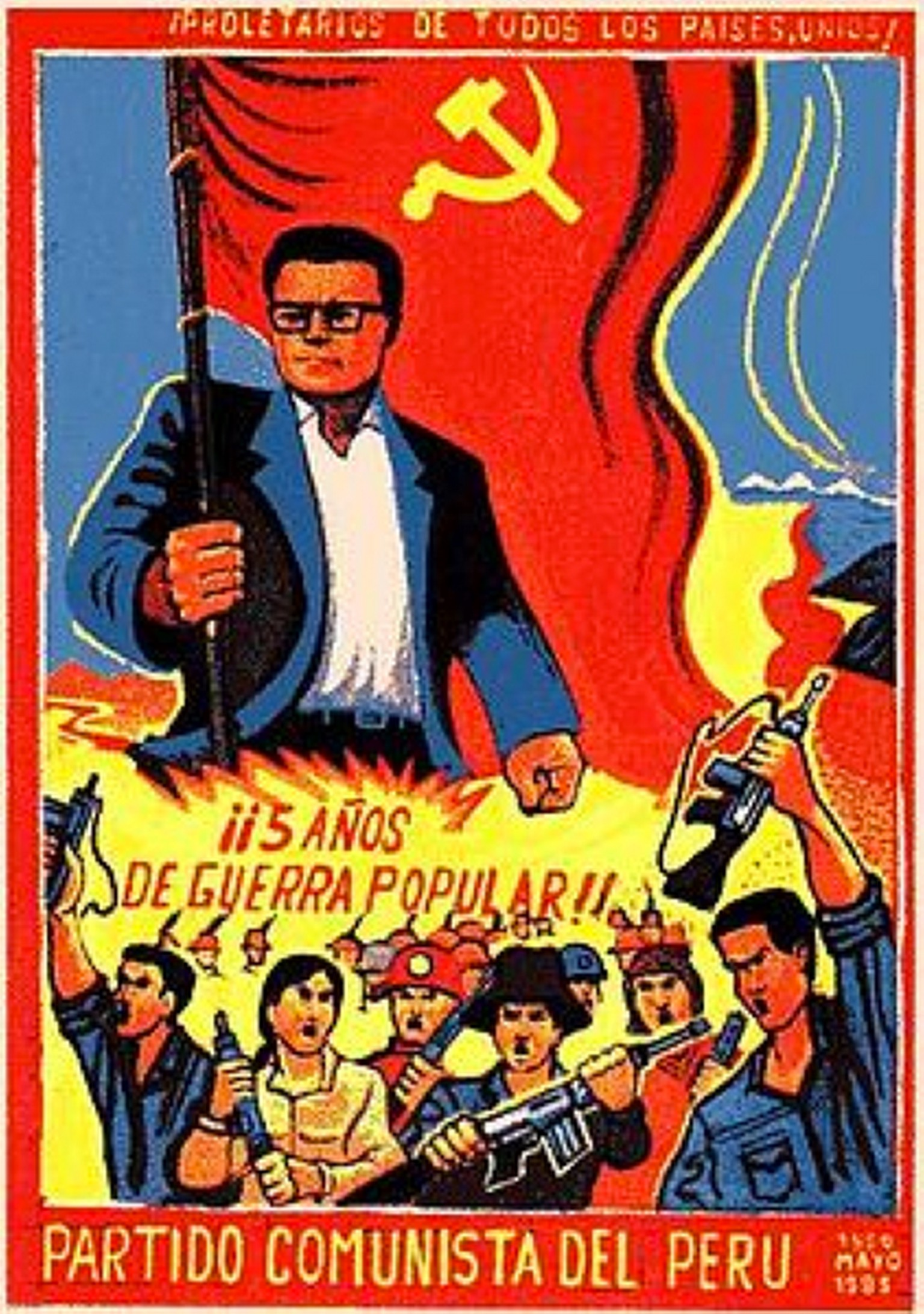
Cartel de Abimael Guzmán para conmemorar cinco años de guerra popular.

El efecto mediático de la lucha armada era aún minúsculo en el resto del Perú. Sin embargo, la masacre de Uchuraccay causó el efecto de que todo el país tomara conciencia de la situación que se vivía en los departamentos de Ayacucho, Apurímac y Huancavelica. En dicha localidad, los comuneros asesinaron a ocho periodistas que venían de Lima. Presuntamente, ante un mal dato dado por los militares, los comuneros confundieron a los periodistas con senderistas y los lincharon y enterraron en fosas anónimas. Sin embargo, entre las pruebas de la fiscalía se encontraba una bandera de Sendero Luminoso. El descubrimiento de este hecho dio paso a una comisión investigadora encabezada por el escritor Mario Vargas Llosa. En Lima esta investigación dio lugar a un enfrentamiento entre fuerzas políticas de izquierda (muchas de las cuales veían con simpatía las actuaciones de Sendero Luminoso) y el gobierno populista de Belaúnde Terry.
En la misma localidad de Uchuraccay, Sendero Luminoso asesinó a 135 comuneros de los 470 registrados en el censo de 1981, siendo esta localidad un ejemplo de lo que estaba sucediendo en las regiones del centro y sur andino.
A partir de 1983 y en los siguientes años, los ataques de Sendero Luminoso no se limitaron al campo. Se perpetraron ataques contra infraestructuras en las ciudades de Huancayo, Huancavelica, Cerro de Pasco, Huánuco, Andahuaylas, Abancay, Ayacucho y Lima. Así empezaron los ataques a las líneas de alta tensión que causaron apagones dejando a ciudades enteras sin suministro. Las estrategias de Sendero Luminoso incluían además la colocación de coches-bomba frente a objetivos de gran valor, como fueron en 1985 el Palacio de Gobierno y el Palacio de Justicia. Asimismo, en diversas ciudades del interior del país, llevó a cabo paros armados durante los cuales los senderistas tomaban el control de la ciudad y se suspendían todas las actividades productivas.
En 1984 (año con el mayor número de víctimas, 18 % del total) el promedio de víctimas asesinadas por Sendero Luminoso llegó a 5,62 diarias, se registran más de 45 masacres de las 216 perpetradas por Sendero Luminoso (documentadas por la CVR). Fue en este año también cuando Sendero Luminoso tiene sus primeros contactos con el narcotráfico.
El 16 de julio de 1984, un grupo de 40 terroristas comandados por Víctor Quispe Palomino (camarada "José") tomaron por asalto un bus trasladándose en diferentes localidades (en total siete lugares: Sontohocha, Pallca-Chalapuquio, Badopampa, Sayropampa, Doce Corrales, Yanama, Palachapampa y Soras) asesinando con piedras, picos y armas de fuego a 116 personas hasta llegar a la localidad de Soras (Ayacucho). Esta masacre fue conocida como "El expreso de la muerte".
Durante este periodo, Sendero Luminoso también llevó a cabo atentados contra personas específicas, ya fueran dirigentes sindicales o dirigentes de partidos de izquierda o autoridades estatales. El 24 de abril de 1985, en vísperas de las elecciones presidenciales de ese año, Sendero Luminoso atacó al presidente del Jurado Nacional de Elecciones del Perú, Domingo García Rada. También asesinó a sacerdotes católicos y pastores protestantes por considerar que su prédica era contraria a la doctrina del partido (129 pastores evangélicos asesinados en 1984).[cita requerida]
Ante el inicio de operaciones del Movimiento Revolucionario Túpac Amaru (MRTA), Sendero se enfrentó también a este y a los grupos campesinos de autodefensa o Rondas Campesinas que se organizaron autónomamente y recibieron ayuda por parte de las fuerzas armadas peruanas.

### Despliegue nacional del terrorismo (junio de 1986-marzo de 1989)

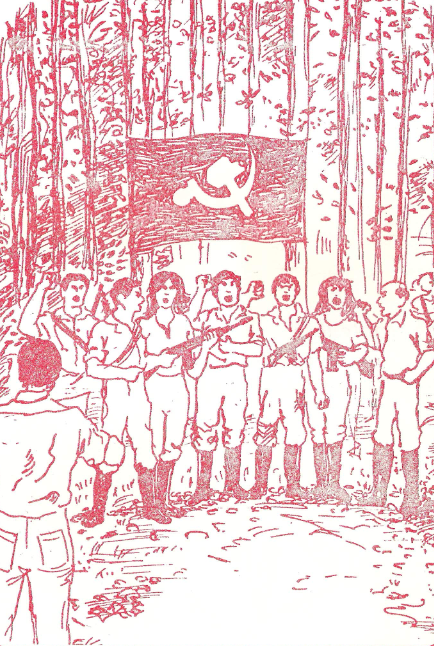
Ilustración de militantes de Sendero Luminoso.

A pesar del parcial control de las fuerzas del orden sobre la subversión, Sendero Luminoso se expande sobre todo en la costa centro y norte (departamentos de La Libertad, Lambayeque, Ancash y Lima) , sierra norte (Piura y Cajamarca), selva centro y norte (Loreto y Ucayali) y una intensificación de atentados en Lima.
En junio de 1986, motines sincronizados de los presos acusados de terrorismo en los penales de Lurigancho, El Frontón y Santa Bárbara culminan con la intervención de las fuerzas del orden y una gran cantidad de internos muertos (cerca de 300).
Sendero Luminoso logró también capitalizar la desesperación causada por la crisis económica (récord histórico de 7650 % de inflación) y agudizarla (1006 ataques con explosivos registrados en este periodo) con el uso de los coches-bomba.

### Crisis extrema: Equilibrio estratégico y nueva estrategia antisubversiva (marzo de 1989-septiembre de 1992)
Para 1989 (el segundo año con más muertes), la crisis económica y la nueva escalada y expansión terrorista propiciaron un estado de crisis. Según el pensamiento Gonzalo (adaptación de Abimael Guzmán de la teoría maoísta para el Perú) esta época se denominó Equilibrio Estratégico, haciendo referencia a que Sendero Luminoso había llegado a igualarse con el Estado peruano.
Esta etapa se caracterizó sobre todo por la cantidad de atentados (1925 atentados con explosivos documentados), con coches-bomba, siendo representativos, el atentado al canal 2; y el atentado de Tarata (dejando este último un saldo de 25 muertos y 150 heridos, junto con la conmoción nacional y capitalina). En esta etapa ocurrieron también hechos como el Holocausto asháninka perpetrado por Sendero Luminoso. De este hecho la CVR calculó 6000 asháninkas muertos, 5000 desaparecidos y 10 000 desplazados.

La Comisión de la Verdad y Reconciliación decidió prestar especial atención a la situación de la población perteneciente a la etnia Asháninka, ubicada en la Selva Central de la amazonía peruana, toda vez que recibió información consistente sobre los graves abusos que sufrió como pueblo indígena por parte del PCP-SL.
La población indígena asháninka fue víctima de desarraigo de sus comunidades de origen (desplazamiento forzado), asesinatos, sometida a condiciones de vida infrahumanas, secuestro, esclavitud y formas análogas de esclavitud (servidumbre y trabajo forzoso), etc..
Estos actos ilícitos afectaron gravemente derechos fundamentales de los asháninkas, tales como: la vida, libertad, integridad, identidad cultural, a desarrollarse dentro de la propia familia, comunidad y cultura. Las acciones cometidas transgreden normas y principios del Derecho Internacional Humanitario, y, según se reseñan luego, podrían constituir modalidades de genocidio.

Algunos juristas sostienen que este ataque contra la etnia Asháninka debiera ser catalogado crimen internacional de genocidio.
En la ciudad de Lima, Sendero inició su penetración a través de los llamados pueblos jóvenes, como Huaycán (ubicado en el actual distrito de Ate) y Villa El Salvador. En este último asesinó en 1992 a María Elena Moyano, una dirigente de programas sociales conocida por su labor social y antisenderista.
Para inicios de 1991, Sendero Luminoso presentaba mucha influencia en grandes zonas del país, principalmente en la zona central, aunque no se puede afirmar que ejercía total control sobre dicha zona. Mientras tanto sus militantes practicaban el culto a la personalidad respecto a Guzmán. Para entonces la ideología de sendero dejó de ser el maoísmo y empezó a referírsele como «marxismo-maoísmo-leninismo-pensamiento Gonzalo».
Bajo la nueva estrategia, la atención de la DIRCOTE y de las FF.AA. se concentró en los cabecillas de las organizaciones subversivas, y las DECAS (Comités de Defensa Civil Antisubversiva), bajo la ayuda del Ejército Peruano, se ocuparon del combate armado y el patrullaje. Esta estrategia permitió el descenso del terrorismo a nivel nacional y su posterior declive. La captura de Abimael y de gran parte de la cúpula de Sendero Luminoso el 12 de septiembre de 1992 (Operación Victoria) por parte del GEIN, dirigido por el mayor Benedicto Jiménez y el general Marco Miyashiro, la legalización de los Comités de Autodefensa (1991) y la estabilización de la economía peruana fueron las principales causantes de la caída de Sendero Luminoso.

### Accionar homofóbico
Una mujer secuestrada en 1981 por Sendero Luminoso relató que, antes de asesinarlos, mutilaban los penes de los homosexuales. El Estado peruano no ha dado el nombre y apellido de ninguna víctima asesinada por esa razón. Sendero Luminoso afirma que si fueron aniquilados homosexuales no fue por su condición sexual, sino por «reincidir en prácticas degradantes y promiscuas» [un eufemismo para referirse a la actividad homosexual] y justifica los asesinatos afirmando que en aquel momento «la población» pedía y celebraba los asesinatos. Estos crímenes continuaron a lo largo de los años 1980.
Se calcula que Sendero Luminoso y el MRTA asesinaron hasta 500 personas «no heterosexuales» durante el conflicto armado interno entre 1989 y 1992. Siguiendo un lineamiento conservadurista, Sendero Luminoso conlleva un rechazo a las minorías LGTB en las décadas de 1980 y 1990.
En la actualidad la minoría LGBT en Perú aún recibe amenazas por parte de esta organización, en un país en el que se calcula un asesinato por semana de una persona por el hecho de no ser heterosexual.

### Reacciones de la sociedad civil a su accionar
A la par que su zona de influencia fue abarcando una mayor área en el Perú, Sendero Luminoso enfrentó serios problemas. Su doctrina maoísta no obtuvo respuesta en la población y su accionar violento le arrebató la simpatía que en algún momento le mostraron algunos sectores de la misma.
Muchos campesinos mostraron desacuerdo con el accionar y el pensamiento de Sendero Luminoso debido a su falta de respeto por la cultura indígena y sus instituciones, en el afán que tenía de iniciar la revolución mediante el olvido de las costumbres ancestrales andinas. Pero sobre todo, el principal obstáculo a su popularidad lo constituían los juicios populares que realizaban en los pueblos y que finalizaban en actos de barbarie cuando los senderistas asesinaban a los "enemigos de la revolución" mediante degollamientos, estrangulación, lapidación e incluso la hoguera. Así, además de a ladrones de ganado, también se asesinaron a maestros de escuela, alcaldes, sacerdotes, comerciantes y otros líderes menores.
Otro motivo que evitaba que Sendero Luminoso obtuviera un apoyo popular eran los paros armados y el hostigamiento a los pequeños mercados y comerciantes con la finalidad de aislar Lima y causar desabastecimiento ya que, como organización maoísta, se oponía firmemente a todo tipo de capitalismo. Es por esa orientación que también pensaban que la revolución debía darse del campo a la ciudad pero, debido a su baja popularidad en el campo, su salto a la ciudad se adelantó. Entre otras maniobras, Sendero Luminoso prohibió el ejercicio político en las zonas que controlaba, las manifestaciones religiosas y el consumo de alcohol.
A finales de la década de 1980, casi todo el espectro político peruano, incluso los políticos de izquierda marxista, no compartía la filosofía de Sendero Luminoso y rechazaba la lucha armada que esta organización estaba aplicando.
Así, enfrentado a una población hostil (y que empezaba a organizarse para hacerle frente) las acciones de Sendero Luminoso empezaron a debilitarse. Las rondas campesinas, que empezaron a actuar desde 1983, se reorganizaron en distintos departamentos para hacer frente a los comandos senderistas y recibieron apoyo de las Fuerzas Armadas y del gobierno del presidente Fernando Belaúnde Terry. Con la llegada de Alan García al poder se inició una reestructuración en la lucha antisubversiva dando privilegio a los trabajos de inteligencia que empezaron a lograr importantes capturas de cabecillas de la organización terrorista.

### Manejo de la insurgencia por parte del Estado
Durante el gobierno de Fernando Belaúnde Terry (1980-1985), los esfuerzos estatales fueron poco efectivos debido a que las fuerzas armadas peruanas no tenían idea del enemigo que estaban enfrentando, lo que llevó a que cometieran terribles excesos y ataques a población campesina inocente, efectuando severas violaciones a los derechos humanos como ejecuciones extrajudiciales y desapariciones forzadas. Posteriormente, durante el gobierno de Alan García Pérez, el ejército dejó de cometer abusos a la población campesina e intentó aplicar rígidas medidas de control en las áreas de influencia de Sendero Luminoso y los primeros intentos de inteligencia militar.
Fue el gobierno de Alberto Fujimori el que obtuvo mejores resultados mediante la efectiva utilización de la inteligencia contrasubversiva. Sin embargo, la violación de derechos humanos por parte de miembros del Servicio de Inteligencia Nacional y por parte de un grupo paramilitar que, a pesar de que el gobierno siempre negó su existencia, se presume que incluso contó con el apoyo del mismo. Dicho grupo, llamado Grupo Colina cometió violaciones a los derechos humanos en su lucha contrasubversiva, como la masacre de La Cantuta, masacre del Santa, la Masacre de Pativilca y la masacre de Barrios Altos.
En 1991, el presidente Alberto Fujimori promulgó el Decreto Legislativo N.º 741 que dio a las rondas campesinas un estatus legal y las llamó Comités de Autodefensa. Se les entregaron armas y entrenamiento militar por parte del Ejército del Perú. Según los datos del gobierno, existieron 7226 comités de autodefensa en todo el país. Esta medida junto con la captura de Abimael y gran parte de la cúpula de Sendero Luminoso el 12 de septiembre de 1992 por parte del GEIN, dirigido por el mayor Benedicto Jiménez y el general Marco Miyashiro, fueron los principales golpes a Sendero Luminoso y causantes del declive en la violencia sobre todo a partir de 1993.
La Comisión de la Verdad y Reconciliación establecida en el 2000, durante el gobierno de transición de Valentín Paniagua y ratificada por su sucesor Alejandro Toledo, en el 2001, señaló que el número de víctimas de la guerra antisubversiva fue de aproximadamente 69 280 muertos de los que sólo 23 969 están identificados. Eso deja un saldo de 45 311 peruanos sin reconocimiento. De ellos, se estima que Sendero Luminoso fue responsable de la muerte de 31 331 personas.

## Captura de Guzmán y rendición del comité central (1992-1993)

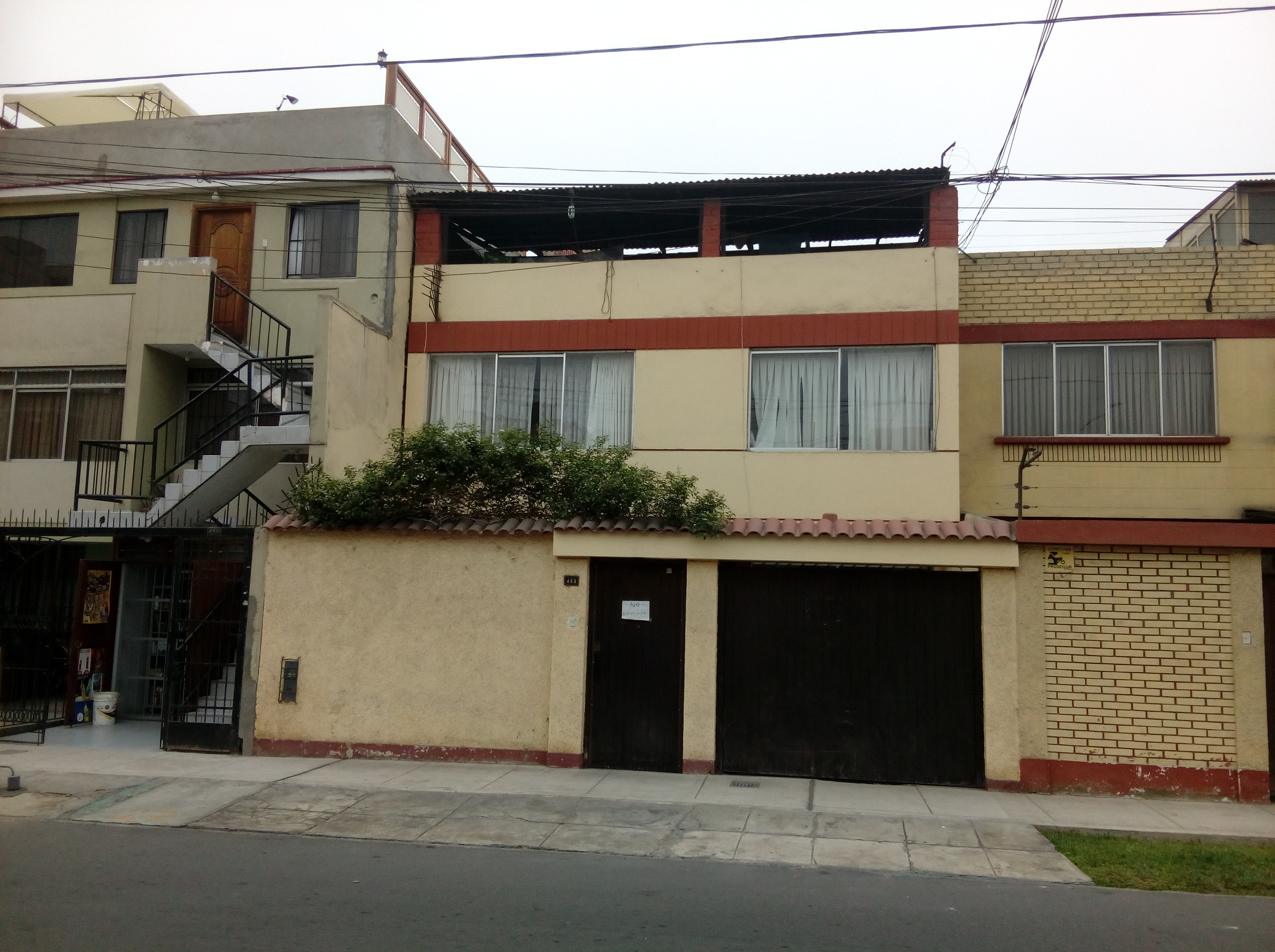
Casa ubicada en la calle Varsovia 459 en el distrito de Surquillo, donde había sido capturado Abimael Guzmán por las fuerzas del GEIN el 12 de septiembre de 1992.

En la noche del 12 de septiembre de 1992 (a las 20:45 UTC-5), Abimael Guzmán Reynoso, principal cabecilla de Sendero Luminoso fue capturado por el GEIN (Grupo Especial de Inteligencia) de la policía en una casa del distrito de Surquillo, en la ciudad de Lima. En el momento de su captura, Abimael estaba acompañado por cuatro mujeres. Una de ellas era Elena Iparraguirre, su segunda esposa. Las otras eran Laura Zambrano Padilla, encargada de recaudar los dólares cobrados al narcotráfico por protección; María Pantoja, tercera al mando de la organización, y Maritza Garrido Lecca que ayudó a ocultar a Guzmán en su vivienda. La captura fue el fruto de meses de seguimiento. Inspectores policiales, disfrazados incluso de recogedores de basura, permitieron tener la certeza de la ubicación de Guzmán y de su estado de salud (se encontraron varias medicinas para el tratamiento de la soriasis, enfermedad que se sabía que padecía Guzmán). Luego de esa captura, se logró atrapar a otras figuras importantes de la organización terrorista.
A la par que se quedaba acéfala, la organización empezó a perder acciones militares frente a las rondas campesinas, lo que ocasionó que la organización se dividiera en diversos frentes regionales bajo el mando de varios comandantes, muchos de los cuales estaban enfrentados entre sí.
El 20 de octubre de 1992 Abimael Guzmán presentó un acuerdo de paz (en cartas al presidente). Finalmente, en diciembre de 1993, Abimael Guzmán y 17 cabecillas de Sendero Luminoso suscribieron el acuerdo de paz , leído por Alberto Fujimori el 1 de octubre de 1993 en la ONU. Pocos días después, el gobierno dio a conocer otro comunicado de otros miembros del comité central apoyando la búsqueda de dicho acuerdo de paz.

Como militantes del Partido Comunista del Perú, con muy alta sujeción a la Jefatura y a la Dirección Central, con cabal conciencia y pleno convencimiento de su insoslayable necesidad histórica, apoyamos las cartas del Presidente Gonzalo y la camarada Miriam dirigidas al Señor Presidente de la República, Ingeniero Alberto Fujimori Fujimori, solicitándole conversaciones para llegar a un Acuerdo de Paz, cuya aplicación conduzca a concluir la guerra que por ya más de trece años vive el país, petición que hacemos nuestra y reiteramos.
Osmán Morote, Martha Huatay, Rosa Angélica Salas y María Pantoja, manifiesto de octubre de 1993.

### Escisión y desmovilización
La decisión de Guzmán y de los miembros capturados del comité central de reconocer al gobierno de Fujimori, declarar el fin de la lucha armada e iniciar la búsqueda de medidas políticas de amnistía (llamadas por Guzmán «solución política a los problemas derivados de la guerra popular») escindió a los militantes de Sendero Luminoso en dos facciones: por una parte, los llamados «acuerdistas», que reconocían el liderazgo de Guzmán y que han dejado de utilizar los nombres "Partido Comunista del Perú" y "Sendero Luminoso" en sus acciones públicas, y, por otra parte, los grupos que se mantuvieron en armas y que se conocen como «remantentes». Encarnación Pinedo anota la existencia de un tercer grupo importante de militantes de Sendero: aquellos que se desmovilizaron y se acogieron a la Ley de Arrepentimiento, que ella denomina «los arrepentidos».

## Remanentes armados de Sendero Luminoso
Los grupos senderistas que se mantuvieron en armas respondían inicialmente a los liderazgos de dos miembros libres del comité central, Óscar Ramírez Durand ("Feliciano") y Eleuterio Flores Hala ("Artemio"). Ramírez Durand fue capturado en 1999 y Flores Hala en 2012. Sin embargo,  en el Valle de los ríos Apurímac, Ene y Mantaro (VRAEM), se han mantenido existiendo grupos irregulares armados en alianza con narcotraficantes y financiadas por actividades relacionadas con el tráfico de drogas, cuidando los cultivos de hoja de coca y los laboratorios para el procesamiento de cocaína, además de escoltar los cargamentos en las pistas clandestinas o por medio de "mochileros" que transportan de 10 a 15 kilos de cocaína a sus espaldas en medio de la selva, convirtiéndose en su principal y casi exclusiva fuente de financiación que le permitió contar, en el año 2000, con 500 militantes.[cita requerida]

### Sendero Rojo (diciembre de 1993- julio de 1999)

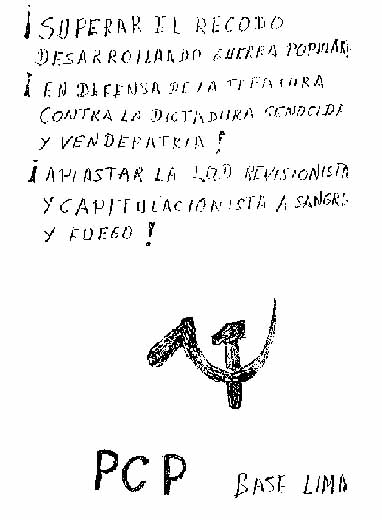
Comunicado oficial de la organización dedicado a las bases de Lima en donde llaman a resistir el avance gubernamental.

La función principal de Guzmán fue asumida en el Huallaga y en el VRAEM principalmente por Óscar Ramírez Durand, alias Feliciano, quien había sido nombrado miembro del Comité Permanente en reemplazo de Augusta La Torre. A fines de 1993, Feliciano ordenó una serie de atentados en Lima como forma de rechazo al acuerdismo de Guzmán. La facción de Feliciano pasó a ser llamada "Pro-Seguir" y "Sendero Rojo". Ramírez Durand fue finalmente capturado en 1999 mediante la operación Cerco 99, lo que marcó el fin de las acciones senderistas por tomar el poder político.

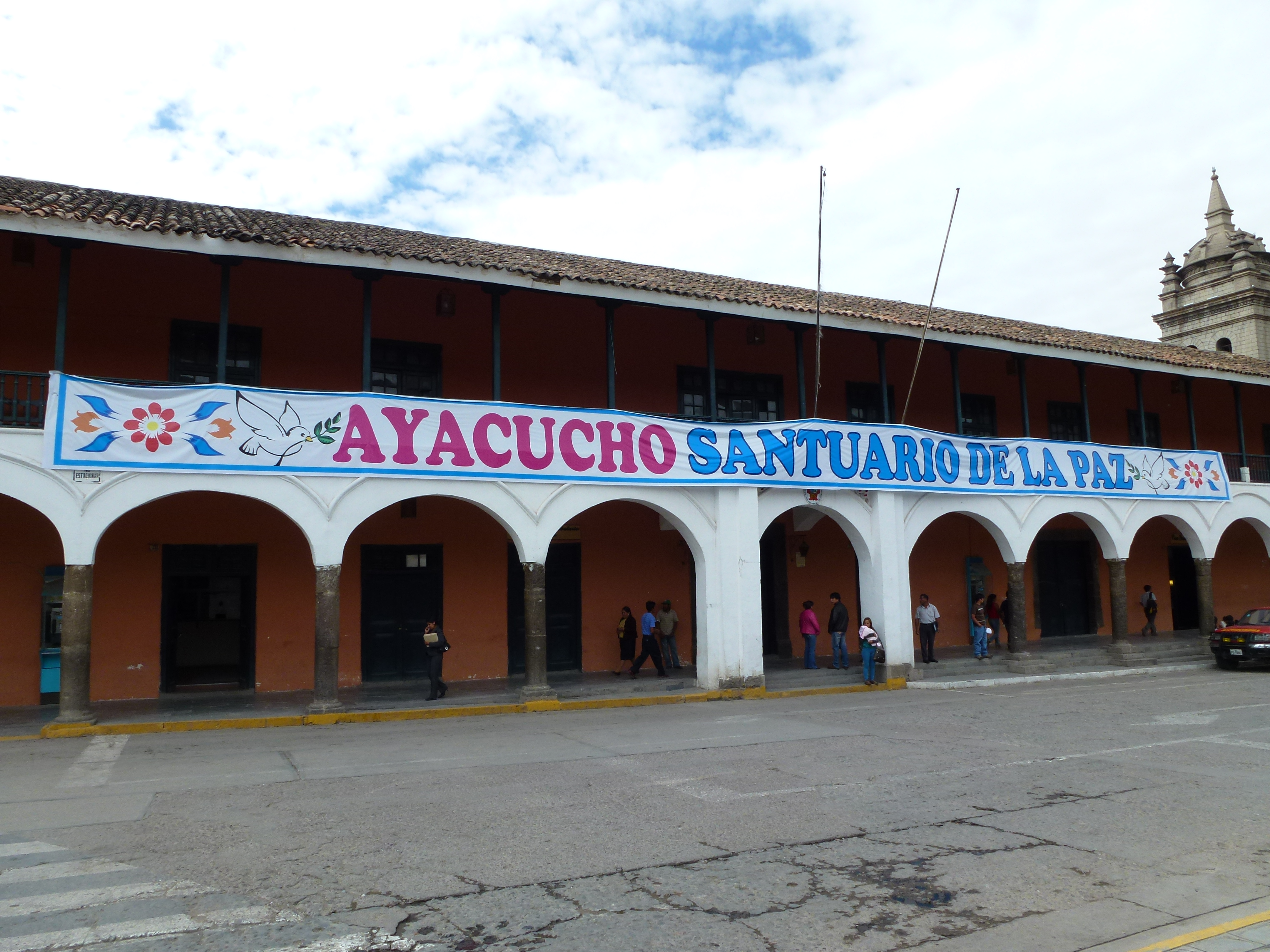
Cartel en Ayacucho por la paz, en el 20.º aniversario de la fundación de Sendero Luminoso.

Proseguir se mantuvo en actividad, sin embargo, en la selva central. Se cree que esta facción consiste de tres compañías conocidas como Norte o Pangoa, Centro o Pucuta, y sur o Vizcatan. De acuerdo con el gobierno peruano, la facción consiste de alrededor de 100 militantes de otras unidades regionales de Sendero Luminoso que fueron desactivadas. El gobierno señala que Proseguir actúa en alianza con narcotraficantes. Los comandos senderistas que se refugiaron en las zonas selváticas ya realizaban acciones bélicas contra la Fuerza Pública y viceversa desde el año 2001, cuando se enfrentaron el 9 de agosto, con saldo de 4 policías y 12 guerrilleros muertos en zona selvática de Satipo, siendo la primera acción militar desde el fin del conflicto en 1999; en ese momento, el gobierno era encabezado por Alejandro Toledo. En noviembre de 2002, una nueva emboscada del remanente senderista en el VRAEM deja como saldo 1 policía muerto y 4 heridos.
Proseguir ha sido responsabilizado por el inicio de una actividad guerrillera en 2003. El 9 de junio de 2003 un grupo senderista atacó un campo militar en Tocate, provincia de La Mar, Ayacucho y tomó como rehenes a 68 trabajadores de la empresa argentina Techint y tres policías. Esta empresa estaba trabajando en el Proyecto Camisea, un gasoducto que llevará gas natural desde el departamento de Cusco a Lima. El 12 de junio de 2003 realizó una emboscada a una patrulla del ejército peruano que dejó 7 militares muertos, la cual trajo como consecuencias que el entonces expresidente, Alan García, inicie una segunda confrontación armada directa contra estos remanentes.

### Atentados y acciones armadas atribuidas en elsigloXXI

#### Atentados de 2008
El 10 de octubre de 2008, Sendero Luminoso realizó un ataque contra un convoy militar en el que murieron 19 personas, 12 de ellas militares, además de 1 desaparecido y 11 heridos, en lo que se consideró el peor atentado desde hacía una década. El ataque se produjo en Tintaypunco, provincia de Tayacaja. Sendero Luminoso atacó el convoy con una carga explosiva para, después, disparar con armas de larga distancia a la línea de vehículos. Una nueva emboscada se registró el 26 de noviembre, esta vez en el valle cocalero del Huallaga (noroeste del Perú), donde 4 policías murieron y otros 4 quedaron heridos tras ser atacado un convoy policial por una columna de la guerrilla maoísta de Sendero Luminoso.

#### Emboscadas entre 2009 y 2011
El 9 de abril de 2009, 13 militares murieron en dos emboscadas tendidas por terroristas contra dos patrullas militares en una zona selvática del sur de Perú, según reporte del Ministerio de Defensa del Perú. Las víctimas mortales eran 1 capitán y 12 soldados, integrantes de dos patrullas atacadas en una paraje selvático del Valle de los Ríos Apurímac, Ene y Mantaro (VRAEM), en el Departamento de Ayacucho. El Comando Conjunto de las Fuerzas Armadas señaló en un comunicado que en la celada también desaparecieron otros 2 militares y resultaron heridos 3 soldados y 1 civil. Según la información oficial, la emboscada tuvo lugar en el noroeste del poblado de Sanabamba con la explosión de varias cargas de dinamita.
El 5 de junio de 2011, 3 soldados murieron a manos de Sendero Luminoso mientras se dirigían en una patrulla a custodiar el proceso electoral en una aldea llamada Choquetira, en la vecina región sureste de Cusco, dejando además 6 heridos.

#### Secuestro de empleados de Camisea en abril de 2012
El 9 de abril, una columna armada de Sendero Luminoso ingresó al centro poblado de Kepashiato, en el distrito de Echarate, provincia cusqueña de La Convención, secuestrando a 36 trabajadores de la empresa gasífera Camisea. En el secuestro participaron cinco adolescentes de entre 14 y 15 años. Según la policía, serían menores cautivos, captados y adoctrinados por los terroristas.
El día 12, con el fin de rescatar a los rehenes, el gobierno puso en marcha la Operación Libertad con una brigada de 24 "Sinchis" (fuerzas especiales combinadas del ejército y la policía) que fueron emboscados cuando iban a ser evacuados en un helicóptero. En este enfrentamiento fue asesinada la copiloto de la nave, Nancy Flores Paúcar. Ese mismo día, a las 4 p. m. a pocos kilómetros del lugar un helicóptero trataba de insertar más patrullas para apoyar a los "Sinchis". Sin escolta, un MI-17 con 27 efectivos de la Dinoes intentó dejar a la patrulla. Mientras descendían se produjo un nuevo ataque hirió al suboficial José Millones Vásquez. La aeronave abandonó el lugar dejando a merced de los terroristas a Lander Tamaní quien fue asesinado en el acto, César Vilca y Alfredo Astuquillca lograron escapar heridos.
El día 14, los 36 rehenes fueron liberados por los remanentes de Sendero Luminoso. Ellos llegaron al centro poblado de Kiteni, donde fueron auxiliados por las FF.AA. y PNP. El gerente general de la Transportadora de Gas del Perú indicó que la empresa que representa no pagó dinero alguno por la liberación de los rehenes (versión que genera dudas hasta el día de hoy). Luego de que el Comando Unificado emitiera el comunicado de la liberación de los trabajadores secuestrados, el presidente Humala calificó al hecho de una “victoria importante e impecable” para el país. Paralelamente, la patrulla militar que buscaba a los desaparecidos César Vilca y Alfredo Astuquillca fue emboscada nuevamente mediante minas sembradas en el sendero. Los suboficiales EP Juan Navarro Calle y Constantino Ramos Betetta murieron. Otros diez soldados resultaron heridos.
El 15, el presidente Humala llegó a Kiteni y se reunió con los 36 colaboradores del proyecto Camisea liberados. El jefe de Estado les pidió a los ex rehenes dar información sobre sus captores. Tres días después, el cabecilla senderista Martín Quispe Palomino (camarada Gabriel) se reunió con un grupo de periodistas a inmediaciones del camino minado. Ante ellos dijo ser el autor del secuestro de Camisea e indicó que sus huestes asesinaron a los dos suboficiales desaparecidos. Lo que después sería desmentido con la aparición de Luis Astuquillca el día 29, quien llegó al centro poblado de Kiteni por su cuenta y relatando que su compañero César Villca murió en sus brazos poco después de la emboscada.
El 2 de mayo, el padre del suboficial PNP César Vilca halló el cuerpo sin vida de su hijo. El día 4, familiares, amigos y vecinos del fallecido suboficial César Vilca exigieron al presidente Ollanta Humala que se destituya al ministro Daniel Lozada, quien acudió al cementerio Santa Rosa de Chorrillos donde fue abucheado. El 5, el entonces ministro Otárola afirmó que no piensa renunciar, pues consideró que ello es seguirle el juego a los senderistas: “El gobierno no le va a dar otro triunfo a estos delincuentes terroristas y eso haríamos si ponemos la cabeza de los ministros en bandeja de plata”. El día 10, Otárola y Lozada presentaron su carta de renuncia ante la presidenta de la República en funciones, Marisol Espinoza.

#### Atentado a Huancavelica
El 24 de junio del 2013 un menor de 16 años intento dinamitar una torre de antena de la empresa Claro en el cerro San Cristóbal en el distrito de Tintay Punku, pero el explosivo fallo matando al menor provocando que 14 comunidades quedaron incomunicadas.

#### Ataque a soldados previo a elecciones de 2016
El sábado 9 de abril, un día antes de las elecciones presidenciales, un comando armado de Sendero Luminoso emboscó una patrulla militar que se dirigía al pueblo de Matichaca, en la región andina de Junín, que iba a custodiar las urnas de esta población que serían utilizadas el domingo para las elecciones, dejando un saldo de 10 soldados y 2 civiles muertos, además de varios heridos. El ataque se produjo en el poblado de Hatunccasa, en Santo Domingo de Acobamba, centro del Perú, cerca al VRAEM.

#### Ataques a policías en 2017 y 2018
En lo transcurrido del año 2017 se presentaron 3 emboscadas a la policía peruana en las cercanías del VRAEM, que han dejado 7 policías asesinados y 2 heridos, provocadas aparentemente por Sendero Luminoso: El 18 de marzo en la localidad de Curumpiaria del municipio de Palmapampa, con un saldo de 3 policías muertos; el 31 de mayo en el distrito Luricocha de la provincia de Huanta, dejando un muerto y 2 heridos y el 6 de septiembre en la localidad de Churcampa de la región de Huancavelica, con un saldo de 3 policías muertos en el ataque. En 2018, el primer ataque del año ocurrió el 8 de junio en el distrito de Anco, provincia de Churcampa, región de Huancavelica, donde 4 policías fueron asesinados cuando patrullaban una vía a bordo de una camioneta, zona que había sido declarada hace poco fuera de la influencia senderista.

#### Atentado en el distrito de Pucacolpa, Ayacucho (VRAEM)
Parte de la a familia Curiñaupa fue torturada y masacrada, 4 fueron los fallecidos esto ocurrió el 26 de marzo de 2021 por pertenecer a los Comités de Autodefensa.

#### Atentado en el VRAEM en el 2021
En mayo 16 personas entre hombres, mujeres y niños fueron asesinados en el centro poblado de San Miguel, en el distrito de Vizcatán, en Ayacucho. En el lugar se encontraron panfletos del Militarizado Partido Comunista del Perú.

#### Atentado en el VRAEM en el 2023
El sábado 11 de febrero de 2023, a las 9:45 (UTC-5), siete efectivos policiales murieron y uno quedó herido debido a una emboscada realizada en la provincia de la Convención, Cusco. Se estima que el conductor de la camioneta fue asesinado y los demás efectivos quedaron heridos por el impacto del vehículo en el cerro, luego, los perpetradores aprovecharon la situación para ultimarlos con disparos.

### Operativos antisubversivos en elsigloXXI
Las fuerzas del gobierno han tenido éxito en capturas de algunos miembros de la facción. Así, en abril de 2000 se capturó al comandante José Arcela Chiroque, alias "Ormeño", y en julio de 2003 se capturó a Florentino Cerrón Cardozo, alias "Marcelo". En noviembre de ese mismo año, Jaime Zúñiga, alias "Cirilo" o "Dalton", fue arrestado luego de una escaramuza donde cuatro senderistas murieron y un oficial militar fue herido. Fuentes oficiales señalan que "Cirilo" tomo parte en el planeamiento del secuestro de los trabajadores de Techint y también habría liderado una emboscada contra un helicóptero del ejército en 1999 donde murieron cinco soldados.
El 2003, la Policía Nacional encontró y desinstaló varios campos de entrenamiento senderistas y capturó a varios miembros de esa organización. Asimismo liberó a un centenar de indígenas que estaban mantenidos en una virtual esclavitud. Hasta finales de octubre de ese año hubo en el Perú 96 incidentes con grupos armados. En lo que iba del año hubo 8 o 9 víctimas de Sendero Luminoso así como seis senderistas muertos y 209 capturados.
En enero de 2004, un hombre conocido como el Camarada Artemio e identificándose como uno de los últimos líderes de Sendero Luminoso dijo en una entrevista televisiva que el grupo reiniciaría sus operaciones violentas a menos que el gobierno peruano amnistiara a otros líderes senderistas en los siguientes 60 días. El ministro del Interior Fernando Rospigliosi, dijo que el gobierno respondería "firme y drásticamente" a cualquier acción violenta. En septiembre de ese mismo año, en un operativo policial en cinco ciudades del país, se encontraron 17 sospechosos. De acuerdo con el ministro del Interior, ocho de los arrestados eran profesores de escuela y otros dos eran administradores escolares de alto nivel.
A pesar de estos arrestos, Sendero Luminoso continúa existiendo en el Perú. El 22 de diciembre del 2005, Sendero Luminoso emboscó una patrulla policial en el departamento de Huánuco, asesinando ocho oficiales. Más tarde ese mismo día, el presidente Alejandro Toledo declaró el estado de emergencia en ese departamento. El 19 de febrero del 2006, la policía peruana mató a Héctor Aponte, de quien se creía que era el comandante responsable del asesinato de los policías. Luego de esa muerte, el ministro del Interior dijo que creía que Sendero Luminoso sería derrotado definitivamente.
En octubre de 2006, Abimael Guzmán y su compañera sentimental, Elena Iparraguirre, fueron condenados a cadena perpetua por la Sala Penal Nacional de Terrorismo de Perú. Otros diez miembros de la cúpula de Sendero Luminoso sufrieron condenas en ese mismo juicio de entre 25 y 35 años. Aunque todos ellos fueron absueltos del delito de apología del terrorismo, el magistrado dispuso que la cúpula en su conjunto deberían pagar 1118 millones de dólares en concepto de reparación civil.
A mediados del año 2009, el gobierno del presidente Alan García determinó la entrada en acción para el 2010 de algunas compañías militares para combatir los remanentes de Sendero Luminoso: La Fuerza de Infantería de Marina y las FOES (Fuerzas de Operaciones Especiales) de la Marina de Guerra del Perú, para combatir a los remanentes de Sendero Luminoso aún operativos en la región. Estas fuerzas cuentan con el apoyo de aparatos de la Aviación Naval y del Ejército, así como de helicópteros de combate que el gobierno planea adquirir en corto plazo a Rusia. Estas nuevas fuerzas de ataque han obligado a Sendero Luminoso a replegarse en sus zonas de influencia y a perder algo más de 400 miembros, entre muertos y capturados, fortalecidos gracias a las actividades económicas relacionadas con el narcotráfico en el Alto Huallaga y el VRAE (renombrado después como VRAEM al agregarse el Río Mantaro).

#### Captura de Artemio
En febrero de 2012 hubo un enfrentamiento que dejó herido al camarada Artemio (José Eleuterio Flores Hala), cabecilla de Sendero Luminoso en la región del Alto Huallaga. El 12 de febrero de 2012, el presidente Ollanta Humala confirmó la captura de Artemio, de quien informó, fue capturado vivo, pero gravemente herido. Este ataque, fruto de una paciente labor de inteligencia, ha sido un golpe certero contra los grupos senderistas remanentes, ya que Artemio no tiene quién lo suceda en el mando en esta zona del país, dejando desmantelada esta facción senderista.

#### Muerte del Camarada Alipio y Camarada Gabriel
El domingo 11 de agosto de 2013, a las 10 de la noche en la comunidad de Pampas, en el distrito de Llochegua, departamento de Ayacucho, patrullas combinadas del Ejército del Perú, Marina de Guerra y Policía Nacional del Perú (Grupo Especial de inteligencia LOBO), emboscaron y dieron muerte al Camarada Alipio (Alejandro Borda Casafranca) número 2 en la cúpula de Sendero Luminoso y al Camarada Gabriel (Marco Antonio Quispe Palomino, el autor del secuestro de Camisea en 2012) número 4 en la misma cúpula, este último es hermano del actual número uno de Sendero Luminoso, Víctor Quispe Palomino, alias Camarada José, así mismo murió un tercer subversivo que responde al alias de Camarada Alfonso hombre de confianza del Camarada Alipio, toda esta acción estaba encuadrada en el plan de operaciones CAMALEÓN 2013, siendo uno de los golpes más decisivos perpetrados a la organización terrorista en los últimos tiempos.

#### Muerte del camarada Raúl
El 30 de marzo de 2021 se confirmó la muerte de Jorge Quispe Palomino camarada Raúl quien salió herido durante una operación militar "ojos de águila" el 29 de octubre de 2020 en el sector conocido como Banderita en el valle de los ríos Apurímac, Ene y Mantaro y se supo que falleció el 27 de enero del presente con la ayuda de un colaborador de la policía alias "Jorge" y sobrino del fallecido. Era el intelectual de Sendero Luminoso junto a su hermano Víctor Quispe Palomino (60 años) quienes dirigían los destinos de Sendero Luminoso en el nuevo siglo.

#### Rescate de indígenas sometidos a esclavitud
En agosto de 2015 se logró, por parte de las fuerzas de seguridad peruana, la liberación de 54 indígenas de la etnia asháninka de manos de Sendero Luminoso, de ellos 34 niños. Según relatos de los mismos liberados "Los mandos de Sendero someten a servidumbre forzosa a sus cautivos, en lo que denominan centros de producción, granjas donde las mujeres son forzadas a abastecerles de alimentos y también de nuevos guerrilleros a través de violaciones, ya que los niños concebidos son integrados en la actividad militar. Los niños se dedican al cultivo y a la crianza de animales y son adoctrinados en la ideología maoísta de Sendero. Cuando cumplen 15 años, son incorporados a la guerrilla". Pese a este éxito, se presume que esta agrupación terrorista aún mantiene en situación de esclavitud entre 170 y 200 personas, de los que entre 70 y 80 son niños, según fuentes del gobierno peruano, los cuales están cerca de las columnas lideradas por los hermanos Víctor (Camarada José) y Jorge Quispe Palomino (Camarada Raúl), los principales cabecillas senderistas que operan en el Valle de los Ríos Apurímac, Ene y Mantaro (VRAEM) "con entre 60 y 80 guerrilleros". En agosto de 2016 el Departamento de Estado de los Estados Unidos designó como terroristas a los hermanos Quispe Palomino (a quienes el año anterior ya había designado como narcotraficantes) y a Tarcela Loya Vílchez, ideóloga del remanente senderista en el VRAEM, ordenando expropiar sus activos en territorio estadounidense, donde también afrontan cargos penales. Estados Unidos empezó a ofrecer una recompensa de USD$5 millones de dólares a quien brinde información que conduzca a la captura o muerte de Víctor Quispe Palomino, actual número 1 en la cúpula de Sendero Luminoso.

## Seguidores de Guzmán en elsigloXXI

### MOVADEF
El Movimiento por la Amnistía y Derechos Fundamentales (MOVADEF) es una organización creada en el 2008 por Abimael Guzmán con el aporte de 100 000 nuevos soles, por parte de Florindo Eleuterio Flores Hala, camarada Artemio y fundada el 20 de noviembre de 2009, fecha en la que se reunieron alrededor de 15 personas lideradas por Alfredo Crespo, abogado defensor y representante del líder senderista Abimael Guzmán Reynoso, alias "Presidente Gonzalo", y Manuel Fajardo. El MOVADEF es considerado un "organismo generado" de Sendero Luminoso. En 2011 presentaron ante el Jurado Nacional de Elecciones una solicitud para inscribirse como partido político, petición que fue denegada.
A pesar de que sus miembros no se consideraban parte de Sendero Luminoso, algunos simpatizantes buscaron la liberación de sus "presos políticos" y, en consecuencia, integrantes de dicha organización. También estaba integrado por jóvenes simpatizantes del ideal senderista. El movimiento, hasta 2012, tuvo 8 comités nacionales y 2 internacionales.
MOVADEF es una asociación política que realiza apología al terrorismo según el Estado. Según una publicación del diario El Comercio en junio de 2017, se procesaron judicialmente 44 integrantes de este movimiento. Al respecto la sociedad civil peruana, el foro nacional de juventudes de los partidos políticos y la prensa reaccionaron y recordaron, además que denunciaron, los crímenes cometidos por SL en los años 80 y 90.

### FUDEPP
En 2015 se organizó el Frente de Unidad de Defensa del Pueblo Peruano (FUDEPP). Dicho frente, que estaba asociado con MOVADEF, anunció supuestamente tener 73 comités provinciales y haber reunido de 400 000 a 500 000 firmas exigidas por el JNE para participar de las elecciones generales de 2016, en las cuales finalmente no participaron debido a que las autoridades peruanas impidieron su participación política.
En 2020, 70 miembros del FUDEPP fueron detenidos antes de organizar marchas, la policía encontró carteles o pancartas entre otros elementos.

## Senderistas condenados que cumplieron sus penas
Maritza Garrido-Lecca fue detenida el 12 de septiembre de 1992, en el mismo operativo y en el mismo lugar (una casa en Surquillo) que el cabecilla Abimael Guzmán (alias presidente 'Gonzalo'), Elena Iparraguirre (alias 'Miriam'), segunda al mando, y otros miembros de la cúpula terrorista.
Garrido Lecca, quien purgaba su condena en el penal de mujeres de Chorrillos, fue liberada al cumplirse 25 años de la 'Captura del siglo', a cargo del Grupo Especial de Inteligencia (GEIN).
Días después de su captura, cuando fue presentada la prensa, vistiendo un traje a rayas, la bailarina gritó: "¡Vende patrias! ¡Lo que quieren es matar al presidente Gonzalo!".
Martha Huatay salió de la cárcel el 16 de octubre. Ella fue condenada a 25 años de cárcel por ser miembro del comité central de Socorro Popular y de la llamada agrupación Abogados Democráticos, ligada a Sendero Luminoso.
Además, a Huatay se le incrimina ser integrante del Comité Central de Sendero Luminoso, razón por la cual está comprendida en el pago de la reparación civil solidaria en favor del Estado por 3,700 millones de soles impuesta por el Poder Judicial a la cúpula senderista, integrada por doce personas.